# Aisha
Aisha, (arabiska: عائشه 'ā'isha, vilket betyder "levande". Namnet är feminin aktiv particip av verbet عاش "att leva"), fullständigt namn Aisha bint Abi-Bakr (عَائِشَة بِنت أَبِي بَكر), född antingen 604, 613 eller 614, död 678 i Medina, var Abu Bakrs dotter och en av totalt åtminstone elva hustrur till islams siste profet, Muhammed, som gifte sig med Aisha när hon var sex år, men väntade tills hon var nio innan äktenskapet fullbordades. Aishas unga ålder när hon gifte sig med Muhammed citeras ofta av islamkritiker som bevis på trons inneboende kvinnofientlighet. Av somliga kallades hon Umm al-Mu'minin, "De troendes moder".
Aisha var Muhammeds andra eller tredje hustru, oklart vilket. Enligt vissa muslimska teologer och texter var hon Muhammeds favorithustru. Aisha blev känd som Muhammeds favoritfru i sunnitisk tradition. Hon var den enda av Muhammeds hustrur som inte hade varit gift förut även om hon hade varit trolovad förut. Aisha var känd för "kunskap och vältalighet". Enligt traditionella källor var Aisha nio år när hon gifte sig med Muhammed. Senare bedömare har dock ifrågasatt den traditionella bilden och menar att hon kan ha varit allt mellan nio och nitton år, beroende på hur man tolkar källorna.
Aisha memorerade Koranen och lät skriva ned sin version av den. Hon gick ut i strid mot den fjärde kalifen, Ali ibn Abi Talib, och förlorade år 655 mot honom, i "Kamelslaget".

## Biografi

### Dotter till Abu Bakr – Muhammeds trosfrände
Aisha var dotter till Muhammeds broder i tron, Abu Bakr. Det är från Abu Bakr som Aisha har fått sitt efternamn (fadersnamn); bint Abi-Bakr. Enligt en hadith – Sahih al-Bukhari 7.18 – ifrågasatte Abu Bakr att Muhammed gifte sig med dottern till sin egen bror. Muhammed svarade: "Du är min bror i Allahs religion och Hans bok, men det är lagligt för mig att gifta mig med Aisha."
Noteras ska att ovanstående hadiths formulering har blivit ifrågasatt då det är klart att Abu Bakr inte var Muhammeds fosterbror. För att bli fostersyskon enligt de gamla araberna samt islamisk tro krävdes det att två barn blivit diade av samma kvinna. Därför blir Abu Bakrs yttrande "men du är min bror?" felaktig i denna kontext och därmed finns misstankar om att hadithen inte är återberättad på rätt sätt.[källa behövs]
Ett skäl till Muhammeds giftermål med Aisha var att stärka relationen till den närmaste bundsförvanten, som var just Abu-Bakr.

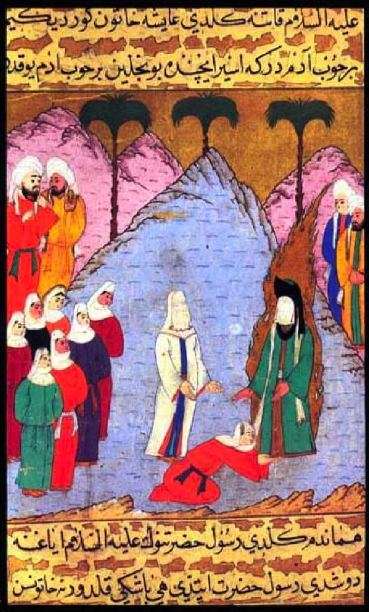
Muhammed och Aisha befriar en dotter till en stamhövding.

### Aishas ålder vid giftermålet
Som hustru till Muhammed har Aisha framför allt uppmärksammats för sin låga ålder jämfört med nutida förhållanden. Enligt två av de mest etablerade samlingarna av hadither, som är källan till kunskapen om Muhammeds liv och de heligaste skrifterna inom islam efter Koranen, skrevs Aishas äktenskapskontrakt med Muhammed medan hon fortfarande var ett barn.  Enligt de mest auktoritativa haditherna skrev Muhammed äktenskapskontrakt med Aisha när hon var sex år. Muhammed själv var 53 år gammal vid denna tidpunkt. Själva äktenskapet fullbordades tre år senare, när Aisha var nio år gammal enligt samma hadither. Dessa källor är dock inte ofelbara och har kritiserats.
Ur haditherna kan det fastställas att Aisha ansågs vuxen enligt den tidens synsätt. Att Aisha betraktades som vuxen och inte längre ansågs som ett barn vid nio års ålder styrks av hadither.
"När profeten gifte sig med Aisha var hon mycket ung och ej redo för att fullborda äktenskap." al-Tabari vol. 9 pg. 128
- Sahih al-Bukhari, 7:62:88

"Profeten skrev äktenskapskontrakt med Aisha när hon var 6 år gammal och fullbordade sitt äktenskap med henne när hon var 9 år och hon stannade hos honom i 9 år."
- Sahih Muslim, 8:3310

"Allahs apostel gifte sig med mig när jag var 6 år gammal och jag släpptes in i hans hus när jag var 9 år."
- Sahih al-Bukhari, 8:151

"Jag brukade leka med dockor i Profetens närvaro. Mina lekkamrater brukade vara hos mig, men när Allahs apostel kom hem till oss brukade de gömma sig. Profeten brukade då ropa på dem, att de skulle komma och leka med mig."
- Sahih al-Bukhari, 5:58:234

"Profeten förlovade sig med mig när jag var en flicka på 6 år. Vi färdades till Medina och bodde hos Harith Kharzraj. Då blev jag sjuk och mitt hår föll av. Senare växte mitt hår ut igen och min mor, Um Ruman, kom till mig när jag lekte i gungorna med några andra flickor. Hon ropade på mig, och jag gick till henne, utan att veta vad som väntade mig. Hon tog mig i handen och gjorde så jag stod i dörröppningen till huset. Jag kunde inte andas, och när jag fick andan tillbaka tog hon vatten och skrubbade mitt ansikte och huvud. Sedan tog hon in mig i huset. Inne i huset fanns några Ansari-kvinnor, som sade: 'Bästa önskningar och Allahs välsignelse.' Min mor lämnade mig till dem, och de förberedde mig för äktenskap."

#### Kritik mot den traditionella synen på Aishas ålder
Vissa muslimska teologer har ifrågasatt de hadither som hävdar att Aisha var endast nio år när äktenskapet fullbordades. De anför kronologiska motsägelser i dessa, och ifrågasätter tillförlitligheten hos de personer som anges som källor till dessa hadither. Mittfåran bland de muslimska teologerna anser dock att de hadither som beskriver Aishas giftasålder – Sahih al-Bukhari och Sahih Muslim – är de mest tillförlitliga och auktoritativa av alla hadither. Just Bukhari och Muslim är de enda två hadither som betraktas som fullständigt autentiska.
Kritikerna menar att det är svårt att ge en exakt ålder för när Aisha föddes eller hur gammal hon kan ha varit när hon trolovades eller gifte sig med Muhammed. Beroende vilka källor och vilka tolkningar man använder så kan hon ha varit allt mellan nio och nitton år när hon gifte sig med Muhammed. Även om hon skulle ha varit mycket ung när hon gifte sig med Muhammed så var detta inget ovanligt, varken i Mellanöstern eller Europa. I Sverige förekom det under medeltiden och upp till 1600-talet att kvinnor gifte sig när de var 11 eller 12 år.

### Anklagad för otrohet
När Aisha var 14 år följde hon, enligt suran An-Nur, med Muhammed på ett strövtåg. En kväll lämnade hon hären för att leta efter ett borttappat halsband och först följande dag återvände hon till lägret, åtföljd av en ung man som hon kände sedan tidigare. På grund av detta blev hon misstänkt för otrohet, och profeten skickade tillbaka henne till hennes föräldrahem. Men en månad senare intygade Allah genom en uppenbarelse hennes oskuld och förordnade samtidigt att varje anklagelse riktad mot en gift kvinna, som inte kunde bevisas av fyra ögonvittnen, skulle bestraffas som ärekränkning med 100 gisselslag. Bland Aishas motståndare, som hade velat förmå Muhammed att skilja sig från henne, fanns hans måg Ali – som Aisha senare kom att gå ut i strid mot.

### Muhammeds död
Enligt sunnimuslimer kom Muhammed sedermera att dö i favorithustrun Aishas famn. Shiamuslimerna hävdar å andra sidan att han dog i Alis famn. Inga ättlingar efter Muhammed och Aisha överlevde, utan alla sentida ättlingar till Muhammed härstammar från Ali och Fatima (dotter till Muhammed med Khadidja).

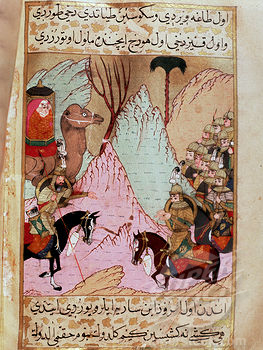
Aisha i strid med Ali i "Kamelslaget", år 655.

### Politisk karriär
Efter Muhammeds död, vilken gjorde slut på Aishas och Muhammeds nioåriga äktenskap, levde Aisha ytterligare 50 år i och kring Medina. Hon tillbringade mycket av sin tid med att skaffa kunskap om Koranen och Muhammeds sunna. Aisha var en av tre hustrur (de två andra var Hafsa bint Umar och Umm Salama) som kom att memorera Koranen. Liksom Hafsa lät Aisha efter Muhammeds död skriva ned sin egen version av Koranen.
Några år efter Muhammeds död utkämpades ett inbördeskrig i kalifatet. Aisha var en av de stridande, och hon gick ut i strid mot den fjärde kalifen, Ali ibn Abi Talib. Ali hade skickat ett brev till Aisha i vilket han rådde Aisha att inte gå ut i krig mot honom eftersom Gud hade befallt henne (i form av profetens fru) att stanna hemma, men hon ignorerade denna uppmaning från Ali. År 655 förlorade hon mot Ali, i Kamelslaget nära Basra. Ali tog Aisha tillfånga och skickade henne med militäreskort bestående av kvinnor tillbaka till Medina. Aisha drog sig efter slaget tillbaka till privatlivet.